# Štít

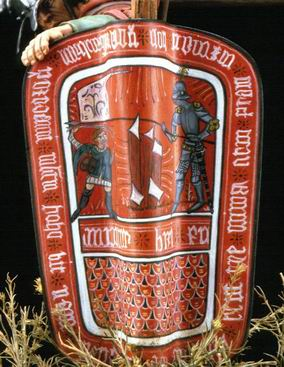
Husitská pavéza z roku 1429

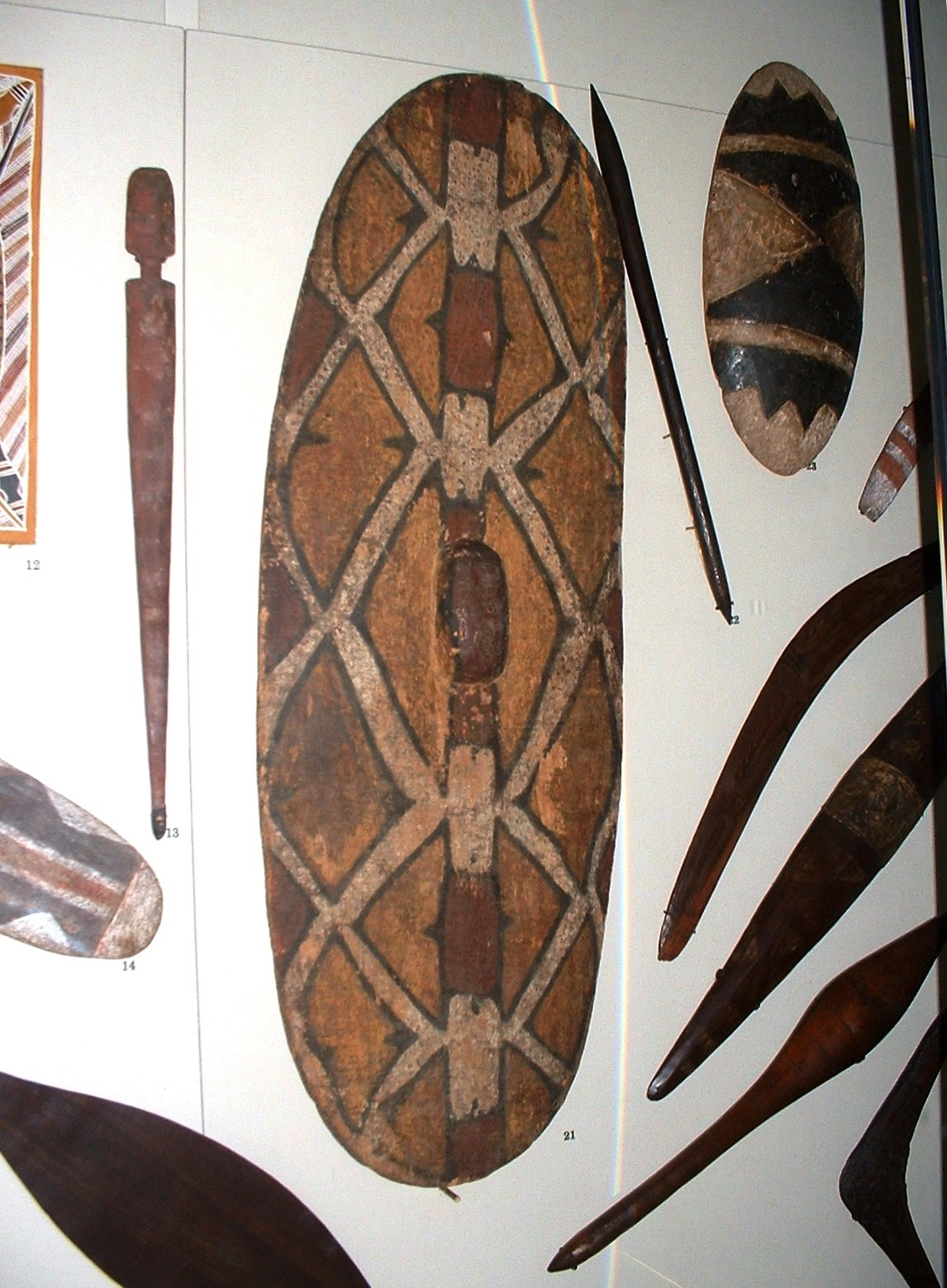
Štít australských domorodců

Středověká miniatura zobrazující rytířský štít

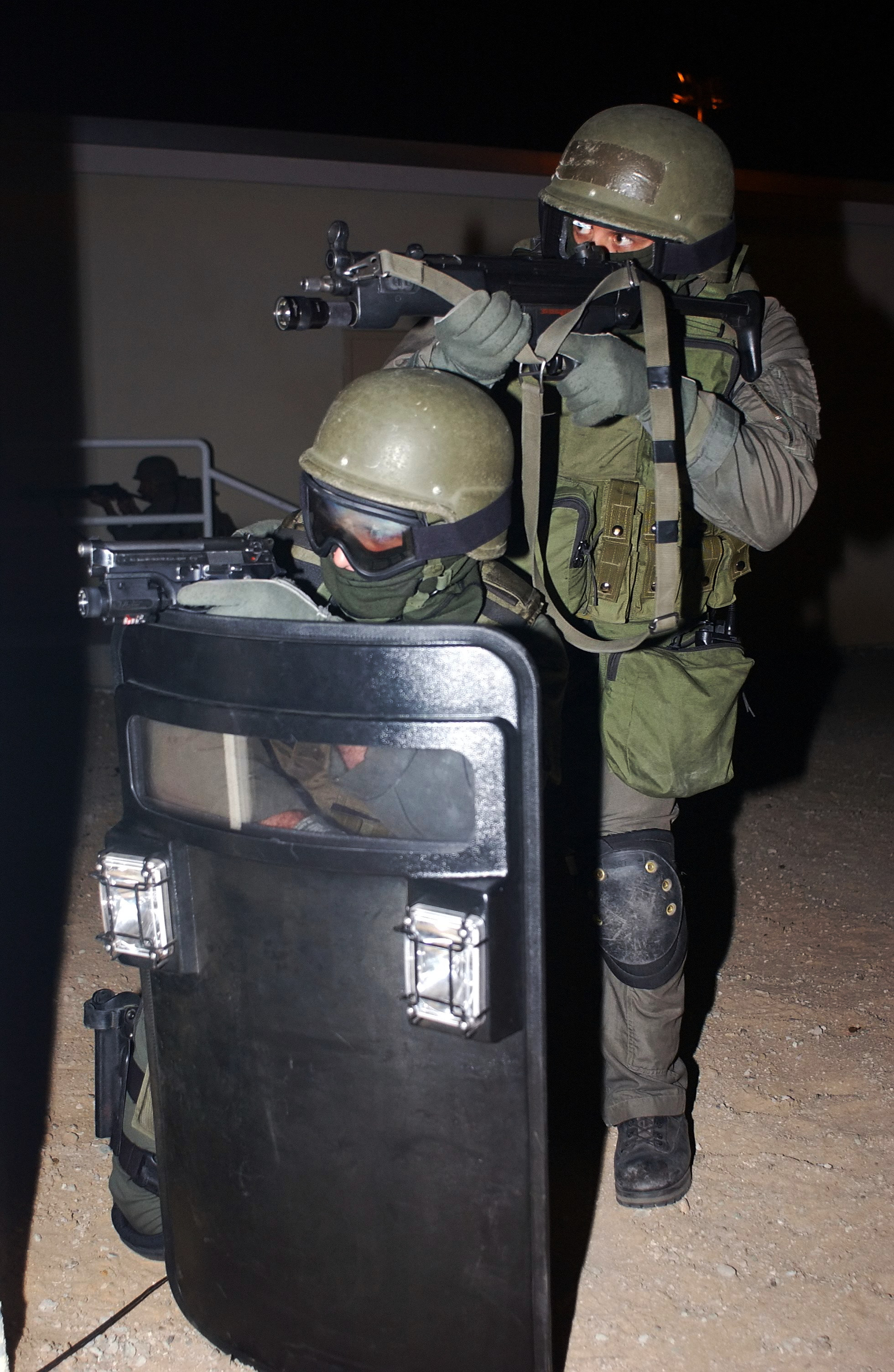
Těžký vojenský štít

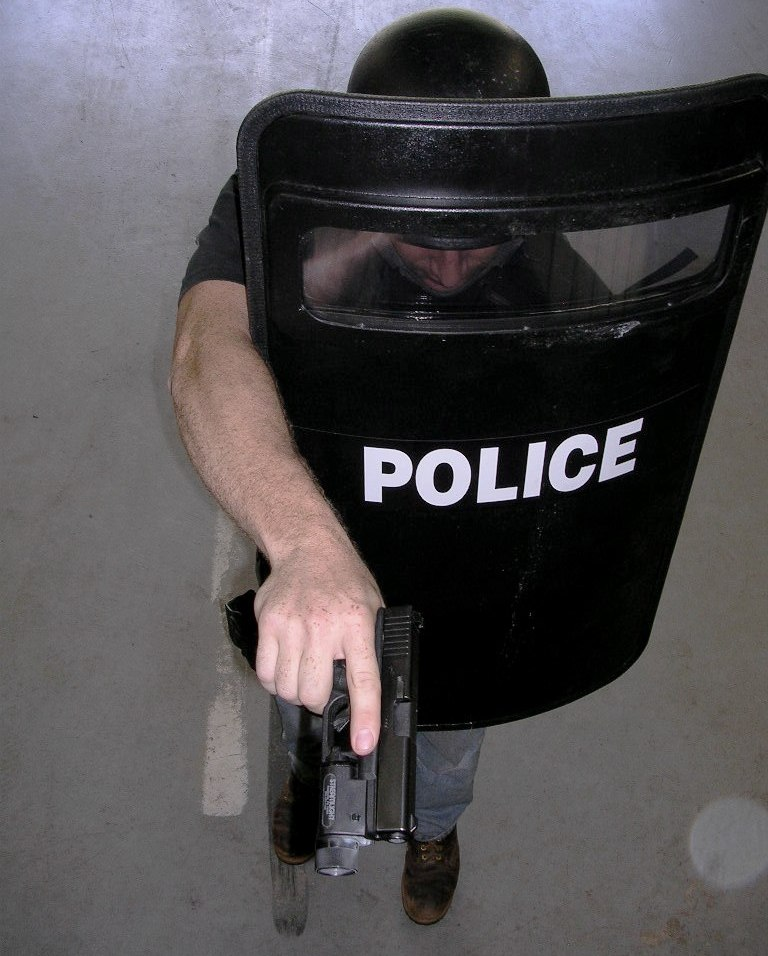
Policejní štít

Štít je obranný prostředek sloužící k odrážení úderů a osobní ochraně vojáků. Štít se drží v ruce. Existují i jiné obranné prostředky, používané ke stejnému účelu – např. brnění, drátěná košile nebo neprůstřelná vesta, ty se však oblékají. I když je štít primárně ochranný prostředek, díky možnosti se štítem aktivně pracovat mohou být zejména lehčí typy štítů použity i k útoku nebo k aktivní obraně.
Štíty se vyráběly z různého materiálu. Někdy byly kovové, mnohem častěji se ale používaly jiné materiály – dřevo, proutí, nebo třeba želví krunýř. Policejní štíty jsou vyrobeny z tvrzeného plastu.
Stejně tak byla rozdílná jejich velikost a váha. Používaly se malé, tenké a lehké štíty, stejně jako těžké a velké, které chránily téměř celou postavu (např. husitská pavéza).
Po celý starověk a středověk byl štít častou součástí výzbroje pěchoty i jízdy. Římská armáda využívala štíty jako součást některých bojových formací. Příkladem může být želva, kdy se jednotka pěchoty zcela skryla pod svými štíty a také štítová hradba, která byla složena především z těžké pěchoty a stála nehnutě po celou dobu bitvy.
Po celou dobu své historie měl štít nejen ochrannou, ale i dekorativní funkci. Z maleb na štítu se vyvinul erb. S nástupem palných zbraní přestal štít poskytovat účinnou ochranu, a proto byl z výzbroje armád vypuštěn.
Dnes je štít už jen ve výzbroji některých policejních jednotek.

## Vývoj štítu

### Starověké a antické štíty
Zprávy o starověkých štítech jsou velice kusé. Používaly se povětšinou velké štíty chránící celého bojovníka. Takové štíty, obvykle hranaté a zhotovené z dřevěných desek nebo proutí používali sumerští, babylónští, asyrští či perští bojovníci. Těmito velkými štíty byli v Mezopotámii chránění například lučištníci. Každý lučištník měl proto k dispozici štítonoše. Z Babylonu je také doložen menší bronzový kuželovitý štít.
Staří Egypťané používali menší štíty listovitého nebo kapkovitého tvaru, zhotovené zpravidla z hovězí kůže. Indičtí bojovníci používali menší kruhové štíty z kůže nebo kovu, zpevněné kolem středu čtyřmi kovovými puklicemi.
Řecké těžkooděnecké štíty byly kulaté, chránící bojovníka do pasu, obvykle vyrobené z bronzu nebo ze dřeva potaženého měděným plechem s velice složitým tepáním na přední straně. Lehkooděnci používali i lehký štít pelte měsícovitého tvaru.
U římských štítů jsou doloženy dva základní typy a to štít obdélníkový, vypouklý, zvaný scutum, používaný legionáři a štít oválný (převzatý od Keltů), který používaly pomocné sbory a jízda.
Keltské štíty byly oválné nebo kulaté, vyrobené ze dřeva a vyztužené podélným žebrem a ve středu zesílené kováním. Podobné, většinou kulaté štíty zesílené kováním používali také Germáni, jejich štíty měly často ve středu kovový hrot.

### Středověké štíty
Evropské středověké štíty lze v zásadě rozdělit na jezdecké a pěší. Zatímco u těch prvních vývoj vedl (u pohyblivých bojovníků) k postupnému zmenšování, u těch druhých byl trend spíše opačný. Raně středověké pěší štíty byly převážně kruhového tvaru, s puklicí uprostřed, ať už ploché (Vikingové) nebo vypuklé (Frankové). Jezdecké štíty toho období byly také převážně kruhové, občas oválné. Od 11. století se objevuje mandlovitý tvar štítů. Byly vyrobeny ze dřeva potaženého surovou kůží nebo několika vrstvami plátna a někdy měly středovou kovovou puklici a kování na hranách. Pěší štít postupně převzal tvar štítů jezdeckých. Koncem 12. století zanikla u mandlových jezdeckých štítů horní zaoblená hrana a štít dostal tvar sférického trojúhelníka, bez středové puklice upevněný k ruce bojovníka vázáním, který se postupně zmenšoval a ve 14. století kryl jezdce pouze do pasu. Na některých vyobrazeních z počátku 13. století můžeme sice ještě vidět kapkovitý tvar štítu, ale obecně lze říci že od druhé čtvrtiny 13. století byl tvar štítu víceméně ustálený. Ve Velislavově bibli se však objevují zobrazení jízdních bojovníků kryjících se eliptickými štíty a v oblasti Porýní jsou známky užívání oválných štítů u jízdy ještě kolem roku 1340. V 15. století získal štít tvar na výšku postaveného obdélníka s výřezem na pravé straně (z pohledu jezdce) do kterého zakládal jezdec při útoku kopí. Pěší štíty se v tomto období ubíraly dvěma různými směry. Na jedné straně to byly pěstní štítky a na druhé straně velké štíty zejména pro ochranu střelců, tzv. bojové pláště a pavézy. Po 15. století jezdecké štíty téměř vymizely. Za zmínku stojí pouze lehké dřevěné štíty používané lehkou jízdou tzv. litevské pavézy a tarče, používané zejména při turnajích. Naproti tomu u pěchoty se i nadále zachovalo používání pavéz a objevil se nový a ještě větší typ štítu, tzv. taras, který sloužil především pro střelce z palných zbraní. V průběhu 16. století štíty z výzbrojí evropských armád vymizely a poslední jednotkou, která je používala byli za třicetileté války rondašíři. Tato jednotka se však v boji příliš neuplatnila, tak byli rondašíři záhy zrušeni.
I v Evropě se objevovaly zajímavé konstrukce štítů (např. obranně-útočný hakenschild), které však měly obvykle velmi omezené využití.

### Dnes
Dnes jsou štíty používány policejními a armádními jednotkami. Pořádkové jednotky používají průhledné štíty jako ochranu před davem. Jednotky zvláštního určení používají tzv. balistické štíty, jako ochranu před střelbou protivníka, například při průchodu různými chodbami či dlouhými odkrytými prostory. Tyto štíty bývají přizpůsobeny použití v často nepříznivých světelných podmínkách a proto na nich bývá též upevněno světlo.

## Symbol štítu
- Uprostřed keňské vlajky je zobrazen štít masajských válečníků.